# Lucas Benamo
Enrique Lucas Benamo (Bahía Blanca; 19 de febrero de 1985) es un expiloto argentino de automovilismo y actual coach. Compitió en diferentes categorías de automovilismo de su país, como ser la Fórmula Renault Argentina, el TC2000, el Turismo Nacional y el Top Race.
Dentro de su palmarés deportivo, se contabilizan un campeonato de Fórmula Renault obtenido en 2005 y dos subcampeonatos, el primero en la categoría mencionada anteriormente, obtenido en 2004 y el segundo en la divisional Top Race Series, obtenido en 2012.

## Carrera deportiva
Nacido en Bahía Blanca y como hijo de un reconocido piloto a nivel nacional, llamado Enrique Benamo, Lucas tuvo sus inicios en el ambiente de los karts, donde debutó en 1992 compitiendo en la categoría de 50 cc. En esta divisional participaría en los siguientes tres años, alcanzando el subcampeonato de 1994 y el título de campeón en 1995. En 1996 asciende a la categoría Pre Junior, donde sucesivamente obtiene el subcampeonato en su temporada debut y el campeonato en 1997. En 1998 debuta en la categoría Juniors, logrando el subcampeonato y el pasaporte a la categoría Seniors, donde compite en 1999.
En 2000, Benamo mantiene su primer contacto con el automovilismo profesional, al debutar en la categoría Sport Prototipo del Sudoeste, categoría que abandona para reincursionar en el karting. En 2001 se inscribe en la categoría Pro Kart, obteniendo en ese año un nuevo subcampeonato. En este año, se sucedería también su debut en la Fórmula Renault Argentina, al participar de una sola competencia en esa temporada.
En 2002 desdobla su participación, compitiendo en la Fórmula Renault y en la Fórmula Súper Renault, sin embargo la actividad es escasa, ya que solo competiría en una sola fecha de la Fórmula Súper Renault, mientras que alcanzaría a correr en tres fechas de la Renault 1.6. Tras esta temporada con poca actividad, es contratado por el equipo RAM'S Racecraft de Víctor Rosso, para competir de lleno en la Fórmula Renault Argentina, en 2003. Durante esta etapa, Benamo desarrollaría su participación en 13 competencias, obteniendo también sus primeros logros, cosechando su primer triunfo y subiendo al podio en otras 3 ocasiones.
En 2004, Benamo cambiaría de equipo al pasar a competir en el reconocido team Werner Competición, escudería que en los años posteriores cimentaría su poderío en la categoría, a base de la obtención de importantes títulos. En esta temporada, encontraría por primera vez a Benamo en una lucha por el campeonato, alcanzando 3 victorias y 7 podios, pero que solamente le bastarían para quedarse con el subcampeonato, obteniendo así su primer título a nivel nacional, por detrás del eventual monarca Ezequiel Bosio.
A pesar de no haber podido alcanzar el título en la Fórmula Renault, Benamo decide continuar compitiendo en esta categoría en 2005, pasando a competir en el equipo de Gabriel Satorra. Finalmente, el bahiense se terminaría tomando revancha del resultado obtenido anterior y conquistaría el ansiado título de campeón, al cosechar 4 victorias y subir al podio en otras 9 ocasiones. La obtención de esta corona, tendría como recompensa el ascenso del bahiense a la categoría TC2000 y la posibilidad de participar en 2006 de una serie de pruebas en la Fórmula Renault Italiana.
En 2006, Benamo efectivizaría su sesión de pruebas en la Fórmula Renault Italiana, quedando finalmente confirmado para desarrollar dos competencias, dentro de la escuadra Jenzer Motorsport. Ambsa competencias, fueron válidas por la 3.ª fecha del campeonato italiano y las pruebas y carreras fueron desarrolladas al comando de un chasis Tatuus, motorizado por la firma francesa. Anteriormente, tendría lugar su debut en el TC 2000, donde sería incorporado al equipo RV Competición, siéndole confiada una unidad Ford Focus I. Con este equipo y esta unidad, competiría de manera esporádica desarrollando apenas cuatro competencias. Sin embargo, tras la salida del piloto Aníbal Zaniratto, del equipo Renault EF Racing, fue convocado para reemplazarlo en las últimas cuatro fechas, acompañando en el equipo al múltiple campeón de TC, Guillermo Ortelli.
Fue también invitado en varias ediciones de los 200 km de Buenos Aires, compitiendo en distintos equipos. En 2011 debutó en la categoría Top Race Series, donde al comando de un Mercedes-Benz C-203 obtuvo el subcampeonato de 2012, ascendiendo en 2013 al Top Race V6, donde compitió con un Volkswagen Passat CC. Asimismo, tuvo un paso fallido por la divisional TC Pista, donde solamente correría cuatro fechas al comando de un Chevrolet Chevy. Asimismo, durante los años 2009 y 2011, tuvo un breve impasse en sus actividades, asumiendo el desafío de ser director deportivo del equipo Werner Competición de la Fórmula Renault Argentina, cargo que terminaría dejando de lado a mediados de 2011 para debutar en Top Race Series.
Tras un año más en TRV6, Benamo volvió al TC2000 (ahora llamado Súper TC2000) en 2015 junto a la Escudería FE. Se mantendría en el equipo hasta principios de 2017, cuando debió retirarse forzadamente del deporte por motivos económicos. Desde entonces, se dedica al coaching deportivo de pilotos como Franco Colapinto o Ignacio Montenegro.

## Trayectoria
| Año       | Categoría                                      | Marca                |
| --------- | ---------------------------------------------- | -------------------- |
| 1992-2001 | Piloto de karts                                | Karting              |
| 2001      | Debut Fórmula Renault Argentina, 1 carrera     | Crespi-Renault       |
| 2002      | Fórmula Renault Argentina, 3 carreras          | Crespi-Renault       |
| 2002      | Debut Fórmula Súper Renault, 1 carrera         | TOM'S-Renault        |
| 2003      | Fórmula Renault Argentina                      | Crespi-Renault       |
| 2004      | Subcampeón Fórmula Renault Argentina           | Crespi-Renault       |
| 2005      | Campeón Fórmula Renault Argentina              | Crespi-Renault       |
| 2006      | Fórmula Renault Italiana, 2 carreras           | Tatuus-Renault       |
| 2006      | Debut TC 2000                                  | Ford Focus I         |
| 2006      | Debut TC 2000                                  | Renault Mégane I     |
| 2007      | Debut Clase 3 del Turismo Nacional             | Renault Clio         |
| 2007      | TC 2000, 200 km de Buenos Aires. Invitado      | Honda Civic VIII     |
| 2008      | TC 2000                                        | Honda Civic VIII     |
| 2009      | Clase 3 del Turismo Nacional                   | Chevrolet Astra      |
| 2009      | TC 2000, Copa Endurance Series. Invitado       | Peugeot 307          |
| 2009      | TRV6, Carrera de la historia Invitado          | Volkswagen Passat V  |
| 2010      | Clase 3 del Turismo Nacional                   | Ford Focus I         |
| 2010      | TC 2000, Copa Endurance Series. Invitado       | Peugeot 307          |
| 2011      | Debut en Top Race Series                       | Alfa Romeo 156       |
| 2012      | Subcampeón Top Race Series                     | Mercedes-Benz C-203  |
| 2013      | TC Pista, 4 carreras                           | Chevrolet Chevy      |
| 2013      | Top Race V6                                    | Volkswagen Passat CC |
| 2014      | Top Race V6                                    | Volkswagen Passat CC |
| 2014      | Súper TC2000, 200 km de Buenos Aires. Invitado | Peugeot 408          |
| 2015      | Súper TC2000                                   | Peugeot 408          |
| 2016      | Súper TC2000                                   | Peugeot 408          |
| 2017      | Súper TC2000                                   | Peugeot 408          |
| 2022      | Clase 3 del Turismo Nacional. Invitado         | Chevrolet Cruze      |
| Fuente:   |                                                |                      |

### Trayectoria en Top Race
| Temporada | Categoría       | Vehículo             | Equipo                       | Posición final   |
| --------- | --------------- | -------------------- | ---------------------------- | ---------------- |
| 2011      | Top Race Series | Alfa Romeo 156       | CR Competición               | 5º (64 puntos)   |
| 2012      | Top Race Series | Mercedes-Benz C-203  | CR Competición               | 2º (223 puntos)  |
| 2012      | Top Race Series | Mercedes-Benz C-203  | Tauro Compagnucci Motorsport | 2º (223 puntos)  |
| 2013      | Top Race V6     | Volkswagen Passat CC | Guidi Competición            | 21º (1 punto)    |
| 2014      | Top Race V6     | Volkswagen Passat CC | Guidi Competición            | 11º (137 puntos) |
| 2014      | Top Race V6     | Volkswagen Passat CC | Octanos Competición          | 11º (137 puntos) |

## Palmarés
| Título  | Categoría                 | Automóvil      | Año  |
| ------- | ------------------------- | -------------- | ---- |
| Campeón | Fórmula Renault Argentina | Crespi-Renault | 2005 |

### Otras distinciones
| Título     | Categoría                 | Automóvil           | Año  |
| ---------- | ------------------------- | ------------------- | ---- |
| Subcampeón | Fórmula Renault Argentina | Crespi-Renault      | 2004 |
| Subcampeón | Top Race Series           | Mercedes-Benz C-203 | 2012 |

### Palmarés de karting
| Título     | Campeonato            | Categoría   | Año  |
| ---------- | --------------------- | ----------- | ---- |
| Subcampeón | Campeonato bonaerense | 50 cm³      | 1994 |
| Campeón    | Campeonato bonaerense | 50 cm³      | 1995 |
| Subcampeón | Campeonato bonaerense | Pre Juniors | 1996 |
| Campeón    | Campeonato bonaerense | Pre Juniors | 1997 |
| Subcampeón | Campeonato bonaerense | Juniors     | 1998 |
| Subcampeón | Campeonato bonaerense | Pro Kart    | 2001 |

## Resultados

### Turismo Competición 2000
| Año  | Equipo                    | Auto             | 1    | 2   | 3   | 4   | 5   | 6   | 7   | 8   | 9   | 10  | 11  | 12    | 13  | 14  | Res. | Puntos |
| ---- | ------------------------- | ---------------- | ---- | --- | --- | --- | --- | --- | --- | --- | --- | --- | --- | ----- | --- | --- | ---- | ------ |
| 2006 |                           |                  | BA I | OLA | CR  | VIE | SFE | SJU | SRA | RES | CUR | SMM | GR  | BA II | OBE | PAR | 17°  | 12     |
| 2006 | RV Competición            | Ford Focus I     | 17†  | 21  | Ret | Ret |     |     |     |     |     |     |     |       |     |     | 17°  | 12     |
| 2006 | Renault TC 2000 Team      | Renault Mégane I |      |     |     |     |     |     |     |     |     |     | 9   | 5     | 11  | Ret | 17°  | 12     |
| 2007 |                           |                  | CR   | GR  | BB  | SMM | SJU | SP  | AG  | SFE | SRA | VIE | BA  | OBE   | SL  | PDE | -    | -      |
| 2007 | Honda Petrobras           | Honda Civic VIII |      |     |     |     |     |     |     |     |     |     | 10  |       |     |     | -    | -      |
| 2008 |                           |                  | PAR  | SAL | GR  | SFE | SJU | RES | AG  | BA  | OBE | TRH | VIE | SMM   | PDF | PDE | 24°  | 2      |
| 2008 | Escudería Río de la Plata | Honda Civic VIII |      | Ret | Ret | Ret | NL  | Ret | Ret | 17† | 10  | Ret | 20† | 10    | Ret | Ret | 24°  | 2      |
| 2009 |                           |                  | AG   | GR  | OBE | SMM | TRH | RES | BA  | CEN | SFE | SFE | SJU | SJU   | PDF |     | -    | -      |
| 2009 | FP Racing                 | Peugeot 307      |      |     |     |     | 15  |     | 13  |     |     |     |     |       | Ret |     | -    | -      |
| 2010 |                           |                  | PDE  | SMM | GR  | AG  | RES | TRH | LR  | SFE | SFE | CEN | OBE | BA    | PDF |     | -    | -      |
| 2010 | Vittal DTA Team           | Peugeot 307      |      |     |     |     |     |     |     |     |     |     |     | Ret   |     |     | -    | -      |

#### Copa Endurance Series
| Año  | Equipo    | Auto        | 1   | 2  | 3   | Res. | Puntos |
| ---- | --------- | ----------- | --- | -- | --- | ---- | ------ |
| 2009 |           |             | TRH | BA | PDF | -    | 0      |
| 2009 | FP Racing | Peugeot 307 | 15  | 13 | Ret | -    | 0      |

### Súper TC 2000
| Año  | Equipo                   | Auto          | 1    | 2   | 3   | 4    | 5   | 6    | 7   | 8   | 9   | 10  | 11    | 12  | 13    | 14    | Res. | Puntos |
| ---- | ------------------------ | ------------- | ---- | --- | --- | ---- | --- | ---- | --- | --- | --- | --- | ----- | --- | ----- | ----- | ---- | ------ |
| 2014 |                          |               | RAF  | VIE | AG  | ROS  | TOA | BA   | RES | SFE | SFE | SJU | TRH   | COD | PDF   |       | -    | -      |
| 2014 | FE Peugeot Junior Équipe | Peugeot 408 I |      |     |     |      |     | 19†  |     |     |     |     |       |     |       |       | -    | -      |
| 2015 |                          |               | JUN  | ROS | OBE | TRH  | RAF | SL I | SFE | SFE | TOA | GR  | SMM   | AG  | SL II |       | 21°  | 30     |
| 2015 | FE Peugeot Junior Équipe | Peugeot 408 I | 18   | 15  | 12  | 6    | 16  | 16   | 14  | Ret | 18† | 9   | 14    | Ret | Ret   |       | 21°  | 30     |
| 2016 |                          |               | TRE  | ROS | SMM | AG I | TRH | OBE  | BA  | SFE | SFE | TOA | SJU   | GR  | GR    | AG II | 27°  | 7,5    |
| 2016 | Escudería FE             | Peugeot 408 I | 19   | Ret | Ret | 16   | Ret | 18   | 21† | 16  | 8   | 16  | 13    | 14  | 25    | 19†   | 27°  | 7,5    |
| 2017 |                          |               | BA I | PDF | SMM | ROS  | ROS | TRH  | RAF | OBE | SFE | SFE | BA II | SJU | GR    | AG    | -    | 0      |
| 2017 | Escudería FE             | Peugeot 408 I | 22   | Ret | Ex. |      |     |      |     |     |     |     |       |     |       |       | -    | 0      |

### TC 2000
| Año  | Equipo     | Auto          | 1    | 2    | 3    | 4    | 5   | 6   | 7     | 8     | 9  | 10 | 11    | 12 | 13 | 14     | 15     | 16    | 17  | 18  | 19  | 20     | Res. | Puntos |
| ---- | ---------- | ------------- | ---- | ---- | ---- | ---- | --- | --- | ----- | ----- | -- | -- | ----- | -- | -- | ------ | ------ | ----- | --- | --- | --- | ------ | ---- | ------ |
| 2017 |            |               | AG I | AG I | BA I | BA I | CDU | CDU | PAR I | PAR I | RC | RC | BA II | SL | SL | PAR II | PAR II | AG II | SMM | CON | CON | BA III | -    | -      |
| 2017 | DTA Racing | Peugeot 408 I |      |      |      |      |     |     |       |       |    |    | 4     |    |    |        |        |       |     |     |     |        | -    | -      |